# Nymphon bergi
Nymphon bergi är en havsspindelart som beskrevs av Losina-Losinsky, L.K. 1961. Nymphon bergi ingår i släktet Nymphon och familjen Nymphonidae. Inga underarter finns listade i Catalogue of Life.